# Joint application development
Joint Application Development (JAD) oznacza współtworzenie aplikacji. Jest to metodyka polegająca na zaangażowaniu klienta lub użytkownika w proces tworzenia oprogramowania, poprzez wprowadzenie warsztatów współprojektowania, zwanych sesjami JAD.
Termin ten, jak i metodykę wprowadzili pracownicy IBM Chuck Morris i Tony Crawford pod koniec lat 70. JAD ma na celu szybsze tworzenie aplikacji i lepsze spełnianie oczekiwań klienta, który bierze udział w procesie tworzenia programu poprzez serię rozmów z programistami.